# John Cooper (friidrottare)
John Cooper, född 18 december 1940 i Bromyard i Herefordshire, död 3 mars 1974 i Paris, var en brittisk friidrottare.
Cooper blev olympisk silvermedaljör på 400 meter häck vid sommarspelen 1964 i Tokyo.